# Jacques Lewiner
Pour les articles homonymes, voir Lewiner.
Jacques Lewiner, né le 9 août 1943 à Vic-sur-Cère est un physicien et inventeur français. Il est professeur et directeur scientifique honoraire de l'ESPCI Paris.

## Biographie
Il est le fils de Maurice et Fanny (Esterowitz) Lewiner.
Après un doctorat de physique, il est nommé professeur de l'université catholique d'Amérique. Il se spécialise dans l'étude des propriétés électriques de la matière. En 1973, il est nommé professeur à la chaire d'électricité générale de l'École supérieure de physique et de chimie industrielles de la ville de Paris qu'il codirige avec Georges Charpak à partir de 1980. Il est directeur scientifique de l'ESPCI ParisTech sous la direction de Pierre-Gilles de Gennes de 1987 à 2001. Il est à l'origine d'importants travaux de recherche sur les polymères se comportant comme des électrets, sur le développement de l'imagerie médicale grâce à la chambre à fil et sur l'amélioration des performances des réseaux de téléphonie cellulaire. Depuis 2012, il est le Doyen de l'Innovation et de l'Entrepreneuriat de l'Université de Recherche Paris Sciences et Lettres (PSL).

## Travaux et innovation
Jacques Lewiner est le premier déposant de brevets privé français. Il en a déposé plus de 1000 dont un nombre important a fait l'objet de développements industriels notamment dans les systèmes de télécommunications (norme DECT, Bluetooth), pour les claviers de saisie de données, ou les capteurs médicaux. Dans les années 1990, il collabore avec Thomson et Matsushita sur la technologie du micro-usinage du silicium mise au point par son équipe. Il participe à la création de plusieurs startup dont Cynove, qui conçoit et commercialise des caméras de haute performance, Finsécur, Roowin en chimie fine, Cytale (qui élabore le premier Cybook), Cytoo en biologie cellulaire, Sculpteo ou Inventel (produisant la Livebox). Inventel a été le leader français des passerelles multimédias pour les opérateurs de télécoms et aux fournisseurs d’accès Internet et a été racheté par Thomson en 2005. Il participe avec Jean-Louis Viovy à la création de la société Fluigent qui conçoit, fabrique et commercialise des systèmes de mise en mouvement de fluides dans des circuits microfluidiques.
En 2005, Jacques Lewiner fait partie du groupe de travail chargé d'évaluer les projets de pôles de compétitivité. Il prône la valorisation de la recherche et la prise de brevets par les chercheurs français.
Depuis 2011, Jacques Lewiner préside le fond d'innovation ESPCI Paris  qui encourage la création de start-up et vise à maintenir la compétitivité scientifique de l'école.
En 2012, il devient Doyen de l'Innovation et de l'Entrepreneuriat de la nouvelle Université de Recherche Paris Sciences et Lettres. L'objectif est de transformer l'excellence des recherches qui y sont menées en développements économiques par des prises de brevets, l'octroi de licences et surtout la création de start-up.

## Distinctions
Jacques Lewiner est lauréat de l'Académie des Sciences en 1990, Chevalier de la Légion d'honneur en 2002 puis promu officier le 1er janvier 2020, membre de l'Académie des Technologies depuis 2005 et Honorary Fellow du Technion. Il est lauréat du grand prix des ingénieurs 2010 décerné par le Conseil national des ingénieurs et scientifiques de France et l'Usine nouvelle. Il est Docteur Honoris Causa de l'Université Ben Gourion en 2015, Docteur Honoris Causa du Technion en 2016 et obtient le Prix Spécial Marius Lavet en 2017.